# بزرجمهر القائني
أبو منصور قسيم بن إبراهيم القائني (بالفارسية: بزرگمهر قائنی) الملقب بـ "بزرجمهر" شاعر مفلق مبدع باللسانين أي العربي والفارسي.